# 松平信吉 (松平郷松平家)
松平 信吉（まつだいら のぶよし、? - 天文11年8月11日（1542年9月20日））は、戦国時代中期の武将。通称は隼人佑、太郎左衛門。

## 略歴
松平清康・広忠に歴仕し、所々の戦に従軍した。天文11年8月11日、小豆坂の戦いにおいて討死した。法名月秋、享年40余。墓所は晴暗寺（愛知県豊田市）。

## 系譜
『寛政重修諸家譜』より
- 父：松平勝茂
- 兄：松平信茂
- 妻：某氏娘
  - 長男：松平勝吉（信勝とも）
  - 二男：松平親長
  - 三男：松平重正
  - 四男：松平親信